# Osiromašeni uran
Osiromašeni uran je oblika urana, ki nastane kot odpadek pri izdelavi jedrskega goriva in vsebuje le med 0,2 in 0,3 % izotopa 235U (za primerjavo: naravni uran vsebuje približno 0,7 % 235U). Vsebnost izotopov 234U in 235U je torej reducirana glede na 238U in vsebuje le 60 % specifične aktivnosti, tj. 14,8 Bq/mg. Uporablja se ga predvsem za različne ščite pred ionizirajočimi sevanji, kot material za izdelavo protiuteži v letalski industriji in ladjarstvu in za izdelavo oklepno-prebojne municije. Je strupena kovina, ki lahko poškoduje predvsem ledvice in pljuča, vpliva pa tudi na živčevje ter je po vsej verjetnosti teratogen, mutagen in karcinogen.

## Uporaba
Osiromašeni uran je eden najgostejših snovi (19,1 g/cm3) in se zato uporablja za različne ščite pred ionizirajočimi sevanji (še posebej proti žarkom gama) pri transportu radioaktivnih snovi in za izdelavo izredno odpornih oklepov oklepnih vozil, kot je ameriški M1 Abrams (pogosto v kombinaciji s titanom, tj. ~25 % ut. volumna), z betonom kot zaščitno steno jedrskega reaktorja, v medicini pa kot ščit proti radioaktivnim snovem pri tele-terapevtskih napravah (tipična masa od nekaj 10 do nekaj 100 kg). Uporablja se ga tudi kot material za izdelavo protiuteži v letalski industriji in ladjarstvu ter za satelite in geofizikalno raziskovalno opremo. V zadnjih letih ga sicer iz varnostnih razlogov v vlogi protiuteži nadomešča volfram.
Najbolj znana je uporaba osiromašenega urana za izdelavo oklepno-prebojne municije kalibra 25 mm, 30 mm, 105 mm in 120 mm (v zlitini s titanom), saj ga je za razliko od nekoliko gostejšega volframa možno enostavno ulivati in stružiti v želene oblike. Poleg tega se projektili iz osiromašenega urana pri višjih temperaturah adiabatno naostrijo, kar jim daje večjo prebojnost, ob udarcu v tarčo pa ostajajo ostri. Druga lastnost urana pa je samovžig ob udarcu (pirofornost), ki povzroči, da se uran ob udarcu razprši v ozračju v obliki finih prašnih delcev.

## Toksičnost
Ob sorazmerno široki uporabi osiromašenega urana (predvsem v vojnah) se pojavlja vprašanje o škodljivih učinkih urana na zdravje. Ker so uran in njegove spojine strupeni, poleg tega pa tudi rahlo radioaktivni, je bilo od Zalivske vojne dalje izvedenih precej raziskav o vplivu urana na človeški organizem, ki v večini primerov potrjujejo škodljivost za zdravje. Poleg tega pa poročajo o razmahu precej resnih bolezni (rak, genetske okvare) ravno na območjih, kjer je bila množično uporabljena municija iz osiromašenega urana (npr. na Kosovu) leta 1999 in v Iraku leta 1991 in 2003). Nekateri ga smatrajo tudi kot glavni vzrok zalivskega sindroma.
Pri otrocih britanskih vojakov, ki so se bojevali v Zalivskih vojnah in kjer je bilo uporabljeno strelivo z osiromašenim uranom, so raziskave pokazale, da se je število raznih razvojnih nepravilnosti povečalo za približno 50 % v primerjavi z otroki, katerih očetje niso prišli v stik z osiromašenim uranom oz. niso bili udeleženi v bitkah, kjer je bilo uporabljeno tovrstno strelivo.
Pri bogatenju urana nastane torej osiromašeni uran v obliki uranovega heksafluorida (UF6), ki je v stiku z vodo visoko reaktiven in tvori topno fluorovodikovo kislino (HF) in uranil fluorid (UO2F2). Slednji je izjemno strupen, zato pretvorijo UF6 v manj nevarne oblike, ki so kemično bolj stabilne in primernejše za daljše shranjevanje ali prevoz (oksidi, kot sta UO2 in U3O8, ali pa kovinska oblika).

### Poti in dejavniki pri kontaminaciji
Človeško telo stalno vsebuje v povprečju 90 μg urana preko normalnega prehranjevanja, pitja vode (~460 μg) in dihanja (~0,59 μg); od tega ga ~66 % vsebuje okostje, 16 % jetra, 8 % ledvica in 10 % druga tkiva.
Glavne poti kontaminacije organizma z osiromašenim uranom so vdihovanje (inhalacija), zaužitje in kožni (dermalni) kontakt. Relativni delež, ki ga prispeva vsaka pot, je odvisna predvsem od fizikalnih in kemičnih lastnosti ter nivo in trajanje izpostavljenosti (npr. v prebavnem traktu se absorpcija topnih (UF6, U2(NO3)2, UO3) in netopnih oblik (UO2, U3O8) razlikuje za vsaj 2%. Dominantna pot je zaužitje preko pitja vode in prehranjevanja, poseben problem predstavljajo majhni otroci zaradi geofagije (pojav, da kdo je zemljo oz. prst) in nezavedanja pomena higiene.
Inhalacija se pojavi predvsem pri uporabi tovrstnega streliva, gibanja na onesnaženih območjih zaradi depozitov in uničenih vozil (tanki, padla letala), poleg tega pa na raznašanje vpliva še veter. Od celotne zaužite količine se ga več kot 95 % izloči preko fecesa, od absorbirane količine v krvi pa se ga ~67 % filtrira skozi ledvica in izloči preko urina v prvih 24 urah ter 90 % v naslednjih dneh. Kontaminacija preko dermalnega kontakta je pri nepoškodovani koži zelo majhna in se jo lahko zanemari, razen pri večjih ranah in zapičenih šrapnelov in drugi fragmentov, ki vsebujejo osiromašeni uran, zaradi česar lahko preide v krvni obtok.

### Vpliv na človeški organizem
Glavna tarčna organa pri kemični in radiološki zastrupitvi so ledvice in pljuča, glede na raziskave pri živalih pa bi morda lahko vplival tudi na osrednje živčevje, jetra, kožo, razmnoževanje in razvojni proces zarodka (embria). Udeležen naj bi bil tudi pri tvorbi kompleksov z beljakovinami in fosfolipidi, kar se pri nizkih koncentracijah kaže kot nastajanje mikroskopskih oblog na tubularnem epiteliju v ledvicah, pri visokih pa kot tubularna nekroza, kar pa se klinično ne izrazi (manifestira), v pljučih naj bi povzročal pljučni edem, krvavitve (hemoragije) in pljučni rak.

### Diagnoza in zdravljenje
Bolniki, ki so bili izpostavljeni osiromašenemu uranu, normalno ne kažejo specifičnih kliničnih znakov, zato so potrebni minimalno naslednji laboratorijski testi:
- analiza urina, pri čemer je poudarek na koncentracijah albumina in glukoze, pri hudi izpostavitvi pa se v urinu pojavijo tudi beljakovine z nizko molekulsko maso, še posebej β2-mikroglobulin;
- analiza krvne koncentracije sečnine in kreatinina;
- testi za morebitno anemijo (slabokrvnost).

Za morebitne poškodbe pljuč je potrebno še rentgensko slikanje prsnega koša.
Za pospešeno izločanje osiromašenega urana se daje intavensko natrijev bikarbonat ter etilen diamin tetraacetat z vezanimi kalcijevemi ali cinkovimi ioni (Ca-EDTA oz. Zn-EDTA).